# Виноградне (Могилів-Подільський район)
Виногра́дне —  село в Україні, у Мурованокуриловецькій селищній громаді Могилів-Подільського району Вінницької області. Населення становить 654 особи.
До 60-х рр. XX ст. село носило назву Сказинці, а ще раніше - Сказинецькі Микулині хутори, поблизу села Вербовець.
Історичне джерело повідомляє, що уже в 1895р,задовго до Столипінської земельної реформи, тут на полі «Микулина» було три хати і проживало два десятки людей. Поле знаходиться між дорогою до Дністра і Рудьовою.
Йдеться, що село виникло у часи Речі Посполитої і назву, швидше за все,  отримало від слова «сказати»-«заказати»- «заповісти», земля, яка дісталась у спадщину за заповітом.
Історія Сказинець сягає глибоко у середні віки, але більш - менш чітка картина вимальовується починаючи з XVIIIст. В цей період навколишніми землями володіють польські магнати Косаківські. У 1752році тут збудовано трикупольну церкву з окремо стоячою дзвіницею. Церква була дерев’яною, вкрита гонтом. У 1884 р. вона, на зібрані прихожанами кошти у сумі 3200руб., була перебудована в однокупольну . Дзвіниця була прибудована до основного приміщення. У 1885р.збудовано приміщення школи. У 1795 році землі від Косаківських перейшли до польських Комарів (цікава історія).Скасування кріпацтва у 1861р. залишило панів із землею, але без робочих рук. Руки то були, але вже платні. Після ряду земельних перепитій основний клин землі потрапив до рук російського адмірала Николая Матвеича Чихачева. Окрім цих земель адміралу належали землі у Березовій (Наддністрянське)—1712 десятин, Галайківцях—910д., Дерешовій -617д., Мурованих Курилівцях --1461д., Митках --1158д., а ще цукровий завод у Мурованих Курилівцях, а ще спиртовий завод у Мартинівці, під Жмеринкою, а ще в сина Николая Николаевича було 423 десятини у Посухові.
Неподалік від села розташований ботанічний заказник «Глибока Долина».

## Історія
7 (20) листопада 1917 року, відповідно до Третього Універсалу Української Центральної Ради, увійшло до складу Української Народної Республіки.
12 червня 2020 року, відповідно до Розпорядження Кабінету Міністрів України № 707-р «Про визначення адміністративних центрів та затвердження територій територіальних громад Вінницької області», увійшло до складу Мурованокуриловецької селищної громади.
19 липня 2020 року, в результаті адміністративно-територіальної реформи та ліквідації Мурованокуриловецького району, село увійшло до складу новоутвореного Могилів-Подільського району.

## Населення

### Мова
Розподіл населення за рідною мовою за даними перепису 2001 року:
| Мова       | Відсоток |
| ---------- | -------- |
| українська | 98,93%   |
| російська  | 0,92%    |
| інші       | 0,15%    |